# Lista najwyższych budynków w Wielkiej Brytanii

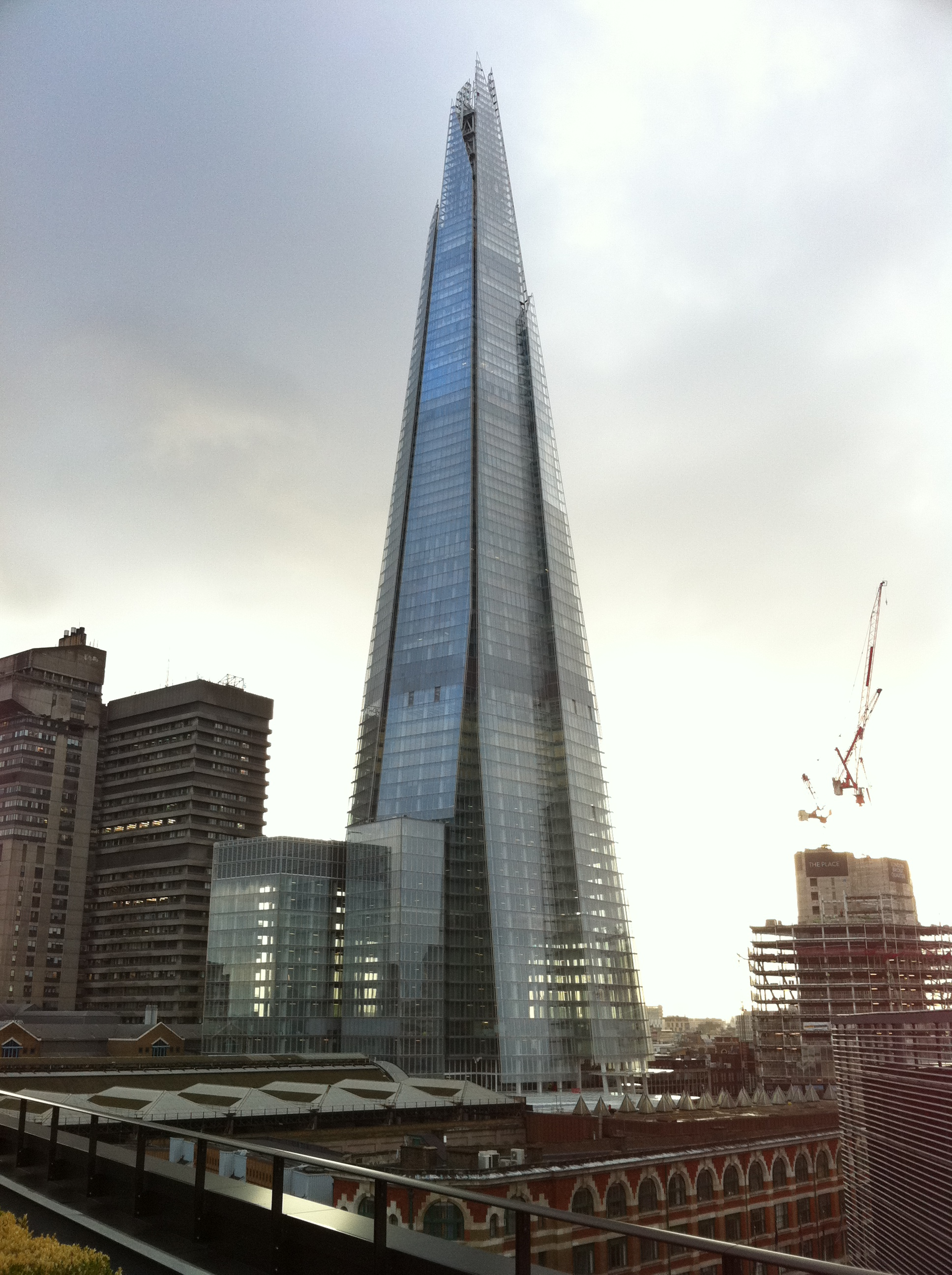
Shard London Bridge w Londynie

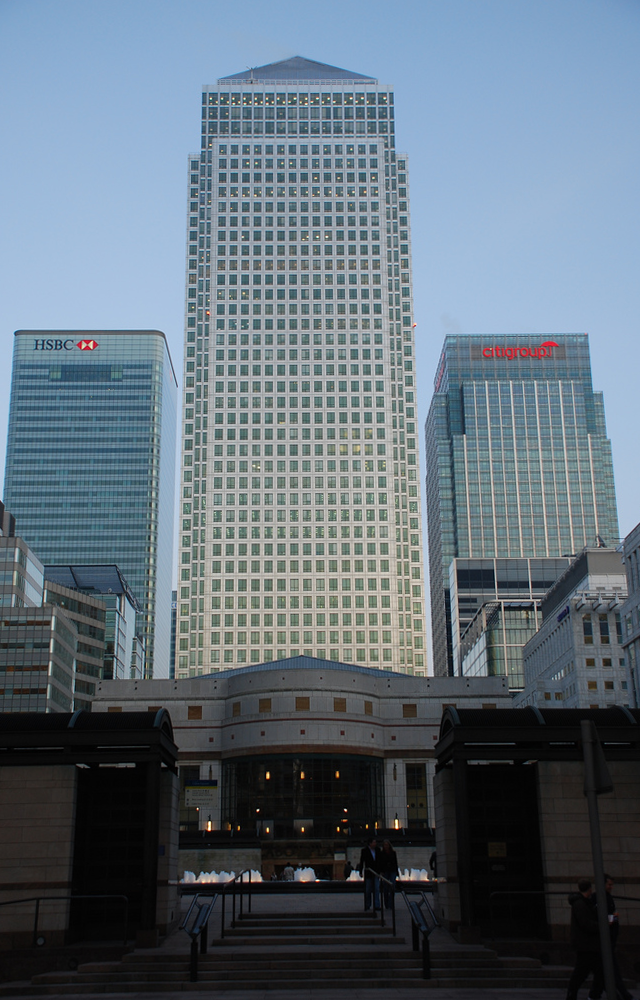
One Canada Square w Londynie

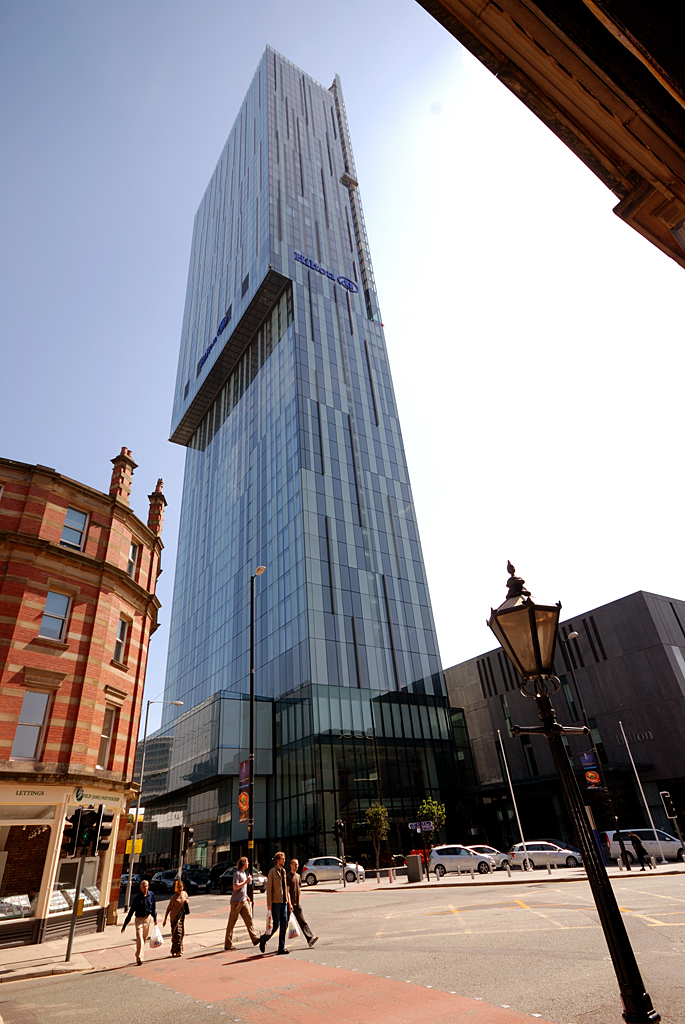
Beetham Tower w Manchesterze

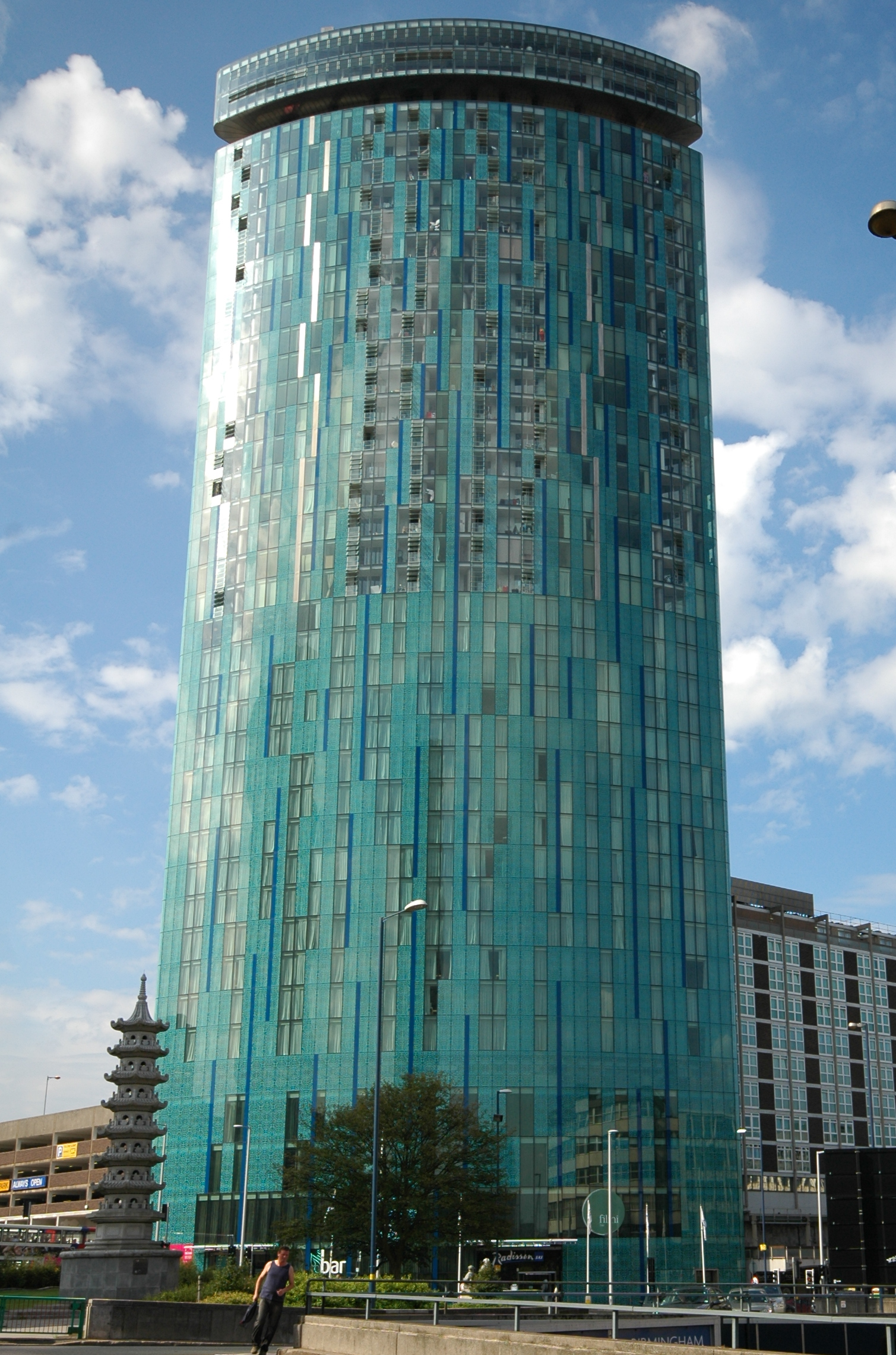
10 Holloway Circus w Birmingham

## Ranking wieżowców
Lista najwyższych budynków w Wielkiej Brytanii (powyżej 120 metrów)
| Lp. | Nazwa budynku                                  | Miasto     | Całkowita wysokość (m) | Liczba kondygnacji | Rok ukończenia budowy |
| --- | ---------------------------------------------- | ---------- | ---------------------- | ------------------ | --------------------- |
| 1.  | Shard London Bridge                            | Londyn     | 309,6                  | 72                 | 2012                  |
| 2.  | One Canada Square( też The Canary Wharf Tower) | Londyn     | 235,1                  | 50                 | 1991                  |
| 3.  | Heron Tower                                    | Londyn     | 230                    | 47                 | 2011                  |
| 4.  | 8 Canada Square                                | Londyn     | 200                    | 45                 | 2002                  |
| 5.  | 25 Canada Square                               | Londyn     | 200                    | 45                 | 2001                  |
| 6.  | Tower 42                                       | Londyn     | 183                    | 43                 | 1980                  |
| 7.  | St George Wharf Tower                          | Londyn     | 181                    | 49                 | 2013                  |
| 8.  | 30 St Mary Axe                                 | Londyn     | 180                    | 41                 | 2003                  |
| 9.  | BT Tower                                       | Londyn     | 177                    | 34                 | 1964                  |
| 10. | Beetham Tower (Manchester)                     | Manchester | 169                    | 50                 | 2006                  |
| 11. | Broadgate Tower                                | Londyn     | 161                    | 35                 | 2008                  |
| 12. | One Churchill Place                            | Londyn     | 156                    | 32                 | 2003                  |
| 13. | 25 Bank Street                                 | Londyn     | 153                    | 33                 | 2003                  |
| 14. | 40 Bank Street                                 | Londyn     | 153                    | 33                 | 2003                  |
| 15. | 10 Upper Bank Street                           | Londyn     | 151                    | 32                 | 2003                  |
| 16. | Strata building                                | Londyn     | 148                    | 43                 | 2010                  |
| 17  | Pan Peninsula Tower Wieża Wschodnia            | Londyn     | 147                    | 48                 | 2008                  |
| 18. | Guy's Tower                                    | Londyn     | 143                    | 34                 | 1974                  |
| 19. | 22 Marsh Wall                                  | Londyn     | 140                    | 44                 | 2010                  |
| 20. | West Tower                                     | Liverpool  | 140                    | 40                 | 2007                  |
| 21. | Britannic House                                | Londyn     | 127                    | 36                 | 1967                  |
| 22. | Willis Building                                | Londyn     | 125                    | 28                 | 2007                  |
| 23. | Euston Tower                                   | Londyn     | 124                    | 36                 | 1970                  |
| 24. | Shakespeare Tower                              | Londyn     | 123                    | 43                 | 1976                  |
| 25. | Lauderdale Tower                               | Londyn     | 123                    | 43                 | 1974                  |
| 26. | Cromwell Tower                                 | Londyn     | 123                    | 42                 | 1973                  |
| 27. | 10 Holloway Circus                             | Birmingham | 122                    | 39                 | 2006                  |
| 28. | Pan Peninsula Tower Wieża Zachodnia            | Londyn     | 122                    | 39                 | 2008                  |

## Wieżowce w budowie
| Lp. | Nazwa budynku           | Miasto | Całkowita wysokość (m) | Liczba kondygnacji | Rok ukończenia budowy |
| --- | ----------------------- | ------ | ---------------------- | ------------------ | --------------------- |
| 1.  | Bishopsgate Tower       | Londyn | 288                    | 63                 | ?                     |
| 2.  | Riverside South Tower 1 | Londyn | 236                    | 45                 | 2016                  |
| 3.  | 122 Leadenhall Street   | Londyn | 225                    | 48                 | 2011                  |
| 4.  | Riverside South Tower 2 | Londyn | 186                    | 43                 | 2016                  |
| 5.  | 100 Bishopsgate         | Londyn | 172                    | 40                 |                       |
| 6.  | 25 Churchill Place      | Londyn | 130                    | 23                 | 2014                  |